# Draba ogilviensis
Draba ogilviensis là một loài thực vật có hoa trong họ Cải. Loài này được Hultén mô tả khoa học đầu tiên năm 1966.